# Bria
Bria ist die Hauptstadt der Präfektur Haute-Kotto in der Zentralafrikanischen Republik. Sie hat 43.322 Einwohner (Stand 2012) und liegt am Fluss Kotto. Die Stadt verfügt über einen Flugplatz, von dem jedoch keine regelmäßigen Passagierflüge stattfinden.

## Vorfälle während des Zentralafrikanischen Bürgerkrieges
- 16. Mai 2017: Séléka-Milizionäre griffen Anti-Balaka-Milizionäre an, die anschließenden Gefechte dauerten bis zum 19. Mai an und forderten 36 Tote und 36 Verletzte.[2]
- 20. Juni 2017: Anti-Balaka-Milizionäre attackierten Séléka-Milizionäre, im anschließenden Gefecht starben mindestens 100 Menschen, darunter Kämpfer und Zivilisten.[3]